# Hetton-le-Hole
Hetton-le-Hole  - miasto w Wielkiej Brytanii, w Anglii w hrabstwie Tyne and Wear, w dystrykcie Sunderland, położone między hrabstwem Durham a Sunderland. Miasto liczy 20 600 mieszkańców

## Historia
Osada założona w czasach saksońskich. W czasach nowożytnych miasto było ośrodkiem górniczym, rozwiniętym w XVIII wieku. W dwudziestym wieku górnictwo w mieście przetrwało dzięki metodzie wydobycia George'a Stephensona. Dzięki zwiększonemu przerobowi miasto musiało wybudować ok. 200 domów.